# 산초 판사

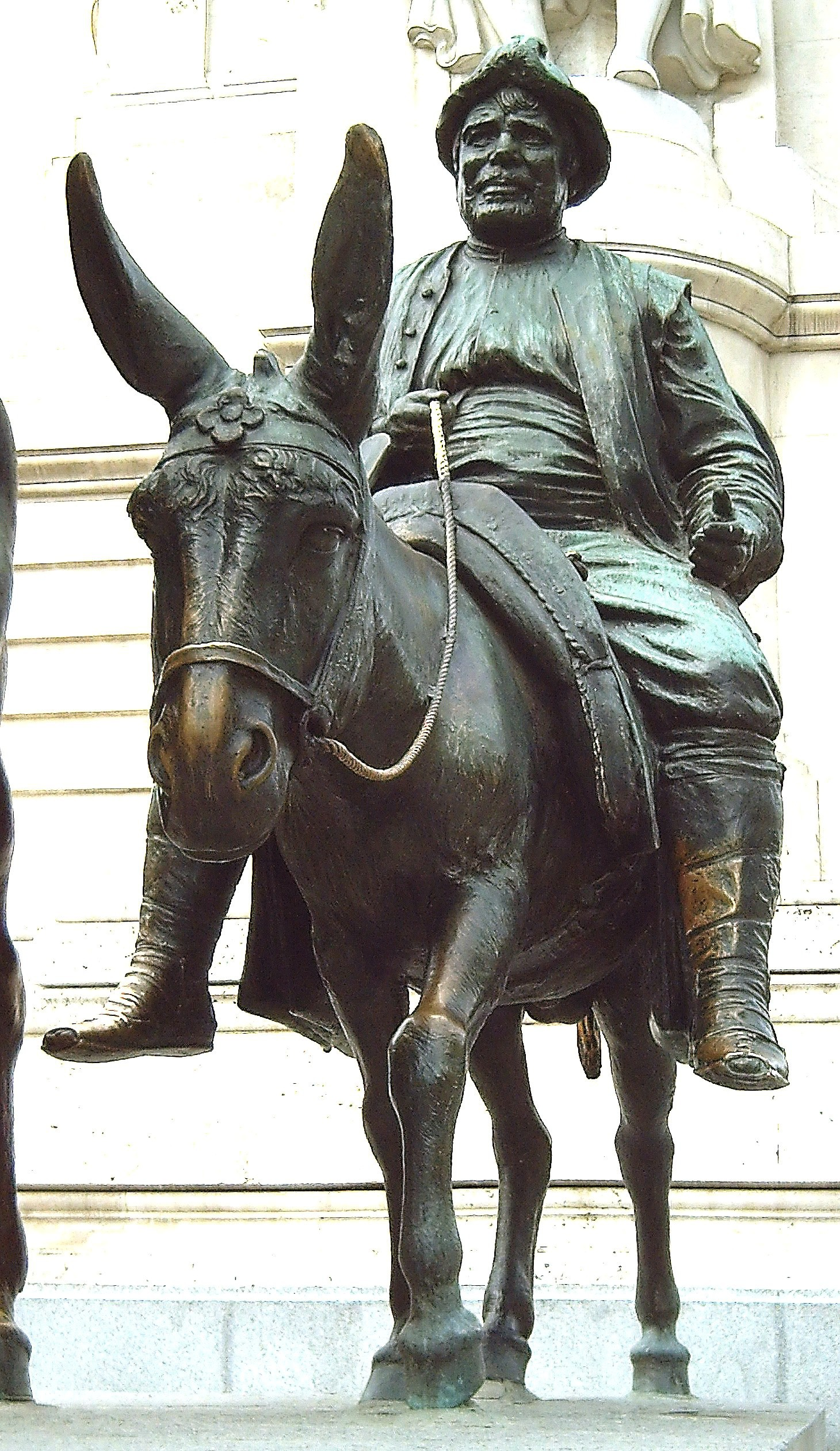

산초 판사(Sancho Panza, 스페인어: [ˈsantʃo ˈpanθa])는 스페인 작가 미겔 데 세르반테스가 1605년에 쓴 소설 돈 키호테에 등장하는 가상의 인물이다. 산초는 돈 키호테의 에스콰이어 역할을 하며 폭넓은 유머, 아이러니한 스페인 속담, 소박한 위트가 결합된 산치스모스로 알려진 소설 전반에 걸쳐 논평을 제공한다. 스페인어로 "Panza"는 "배"를 의미한다.